# ناهمرنگی عنبیه
ناهمرنگی عنبیه یا هتروکرومی عنبیه (به انگلیسی: Heterochromia iridum)، در آناتومی معمولاً به تفاوت رنگ‌آمیزی در عنبیه اشاره دارد، اگرچه شامل پوست و مو هم می‌شود. این تفاوت رنگی حاصل نبود یا مقادیر اضافی ملانین (رنگدانه‌ها) است. ناهم‌رنگی عنبیه می‌تواند ارثی یا ناشی از موزاییسم ژنتیکی، آسیب یا بیماری باشد. ناهمرنگی عنبیه می‌تواند کامل یا جزئی باشد. در ناهمرنگی کامل، یک عنبیه رنگ متفاوت از دیگری است. در ناهمرنگی جزئی، بخشی از عنبیه از رنگ باقیمانده متفاوت است. در ناهمرنگی مرکزی، یک حلقه در اطراف مردمک چشم وجود دارد یا احتمالاً سنبله‌هایی با رنگ‌های مختلف وجود دارد که از مردمک تابش می‌کند.
ناهمرنگی عنبیه، در انسان و حیوانات اهلی دیده می‌شود و تنوع ژنتیکی دلیل آن نیست.
چشم مبتلا ممکن است بیش از حد رنگی (هایپرکرومیک) یا هیپوپیگمانته (هیپوکرومیک) باشد. در انسان، افزایش تولید ملانین در چشم نشان دهنده هیپرپلازی بافت عنبیه است، در حالی که کمبود ملانین نشان دهنده هیپوپلازی است. این اصطلاح از ترکیب کلمه یونان باستان یعنی ἕτερος و χρῶμα است که به معنی رنگ‌های مختلف است.

## نحوه تعیین رنگ چشم
رنگ چشم، به ویژه رنگ عنبیه، در درجه اول با غلظت و توزیع ملانین تعیین می‌شود. اگرچه فرآیندهای تعیین‌کننده رنگ چشم کاملاً مشخص نیستند، مشخص شده‌است که رنگ چشم ارثی توسط ژنهای مختلف تعیین می‌شود. عوامل محیطی یا اکتسابی می‌توانند این صفات ارثی را تغییر دهند.
رنگ عنبیه، از جمله انسان، عنبیه بسیار متغیر است. با این حال، فقط دو رنگدانه وجود دارد، eumelanin و pheomelanin. غلظت کلی این رنگدانه‌ها، نسبت بین آنها، تغییر در توزیع رنگدانه در لایه‌های استرومای عنبیه و اثرات پراکندگی نور همگی در تعیین رنگ چشم نقش دارند.

## طبقه‌بندی
ناهمرنگی در درجه اول با شروع طبقه‌بندی می‌شود: به عنوان ژنتیکی یا اکتسابی. اگرچه اغلب میان افراد دارای ناهمرنگی که به‌طور کامل چشم یا تنها بخشی از آن چشم تأثیر می‌گذارد (ناهمرنگی بخشی) تمایز قایل می‌شود، اما اغلب به عنوان ژنتیک (به دلیل موزاییک یا مادرزادی) یا اکتسابی طبقه‌بندی می‌شود، با ذکر این که آیا عنبیه یا بخشی از عنبیه تیره یا روشن است. بیشتر موارد ناهمرنگی ارثی است، یا به علت عوامل ژنتیکی مانند کیمریسم ایجاد می‌شود و کاملاً خوش‌خیم بوده و به هیچ آسیب‌شناسی مرتبط نیست، با این حال، برخی از آنها با بیماری‌ها و سندرم‌های خاصی همراه هستند. گاهی ممکن است به دنبال بیماری یا جراحت، یک چشم تغییر رنگ دهد.

## نگارخانه

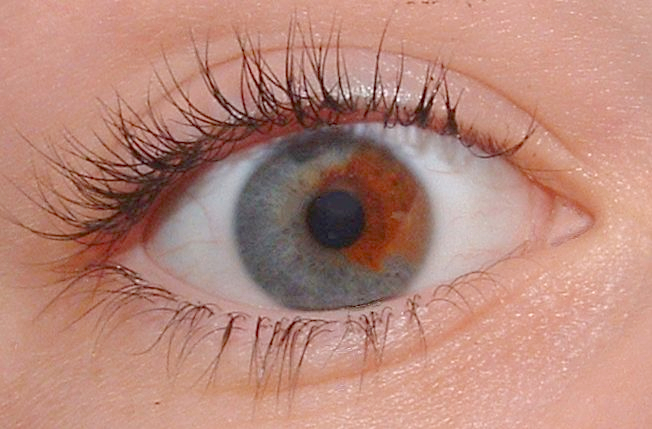
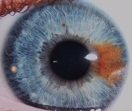
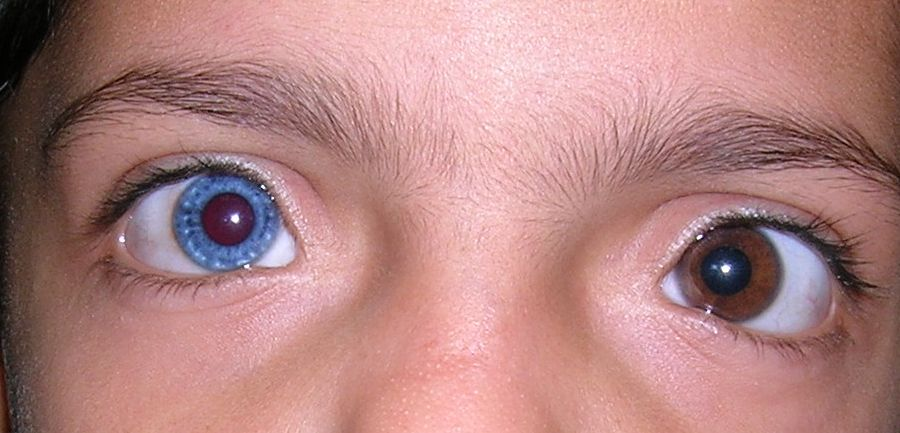
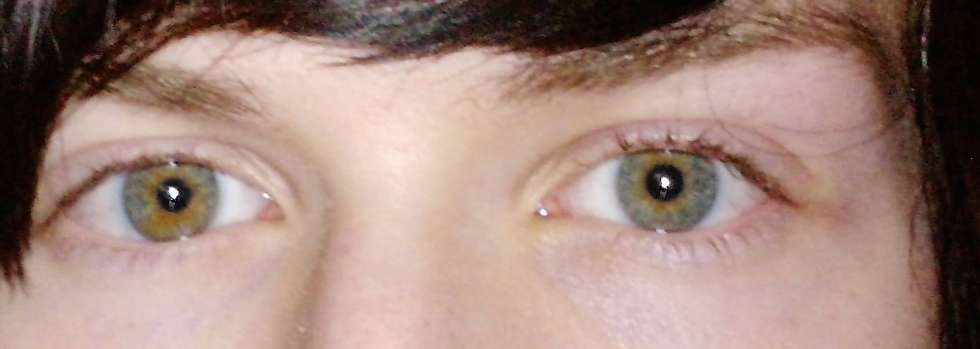
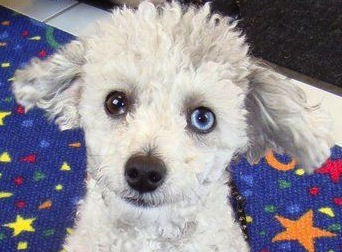
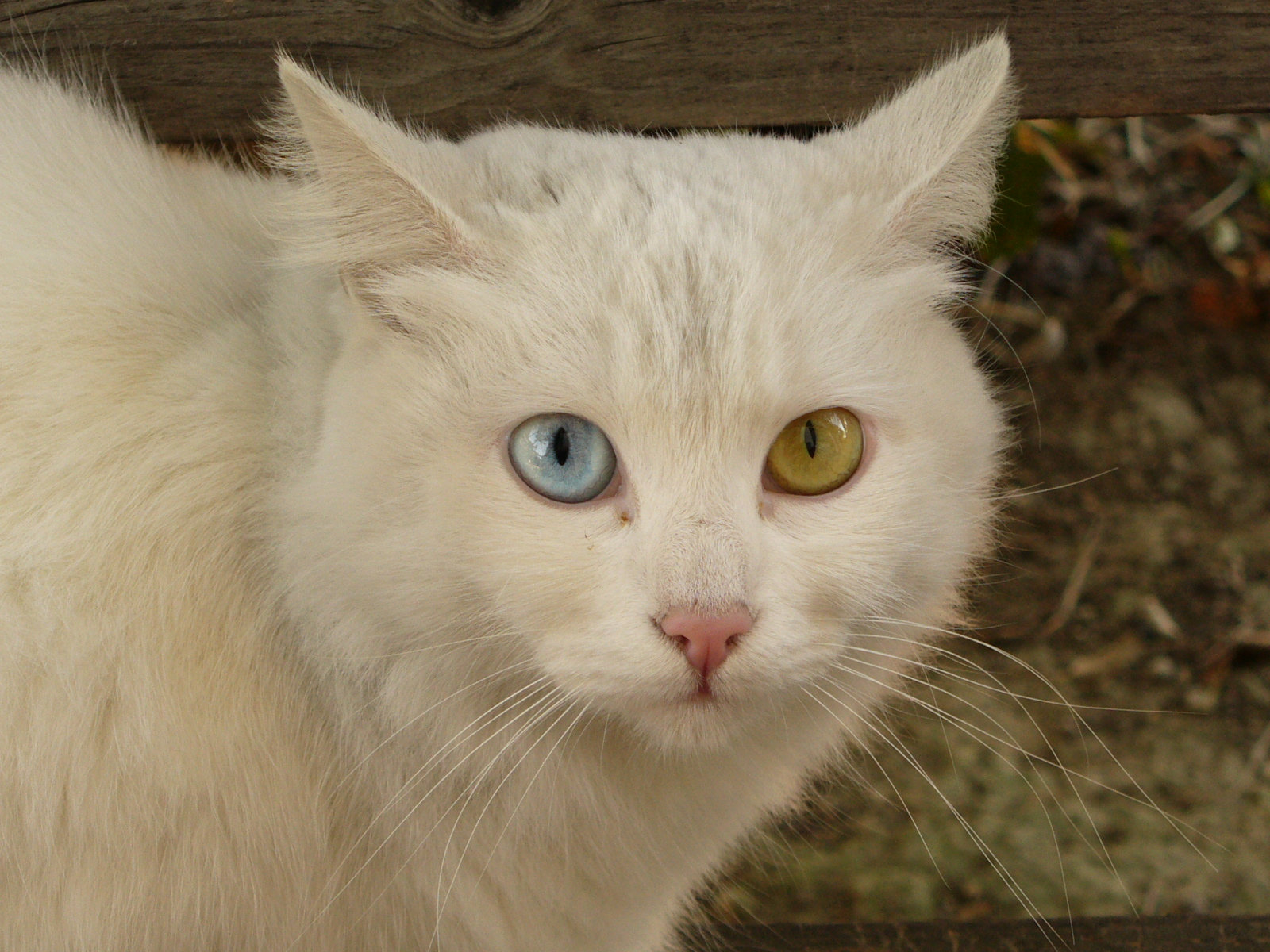
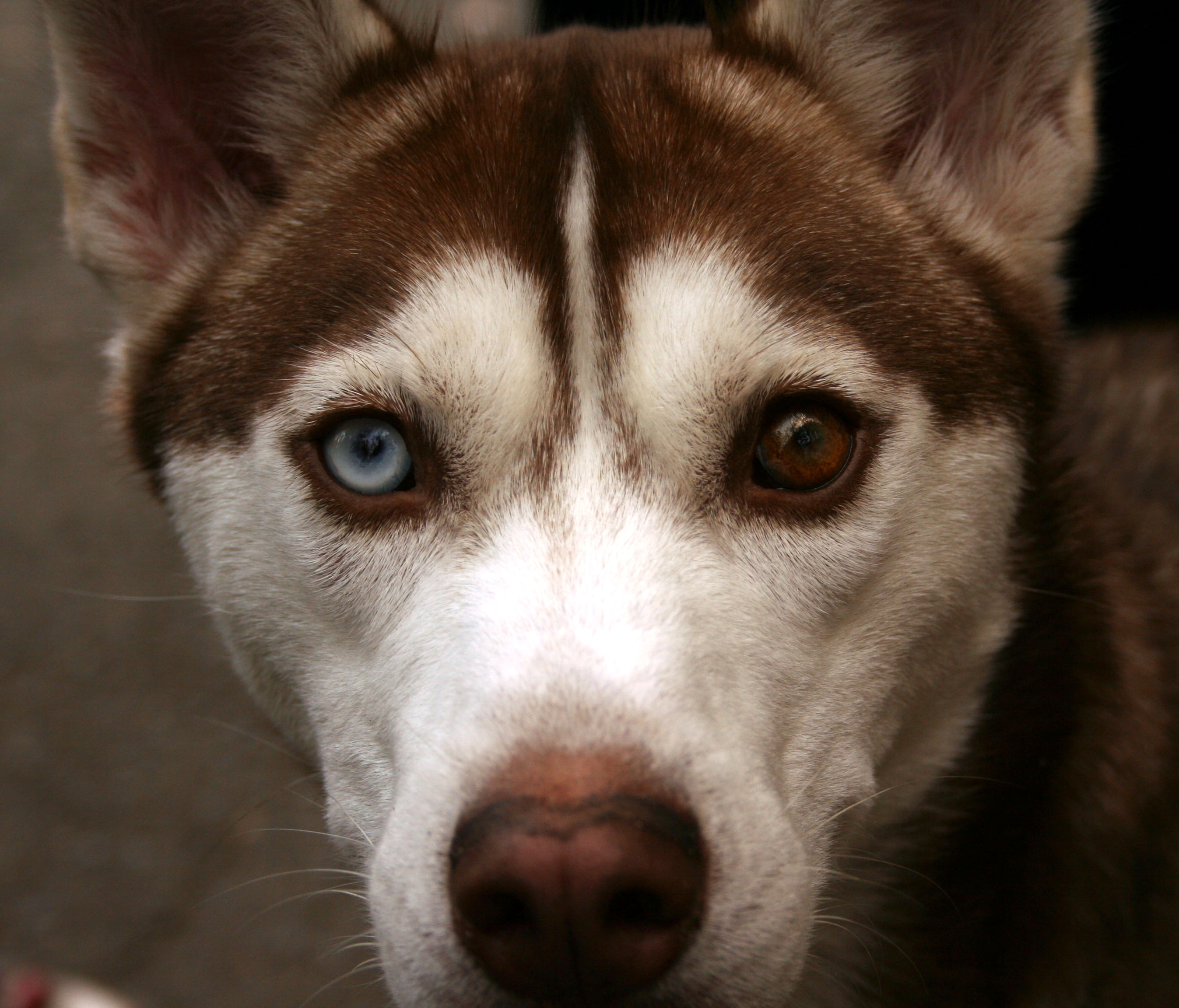
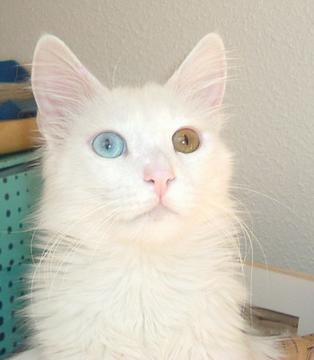
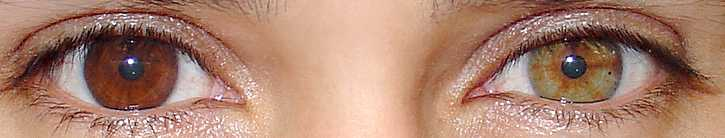
ناهم‌رنگی کامل عنبیه در انسان، یک چشم به رنگ قهوه‌ای و دیگری عسلی